# هرزند
هَرزَند از روستاهای استان آذربایجان شرقی ایران است.
هرزند در دهستان هرزندات خاوری از بخش مرکز شهرستان مرند، قرار دارد. زبان این روستا ترکی آذربایجانی است.